# マックス・モズレー
マックス・ルーファス・モズレー（Max Rufus Mosley、1940年4月13日 - 2021年5月23日）は、イギリスのレーシングドライバー、弁護士、実業家で、国際自動車連盟（FIA）の第8代会長。ロンドン出身。

## 経歴

### 生い立ち
イギリスファシスト連合の指導者、かつドイツのアドルフ・ヒトラーの支持者として知られた庶民院議員第6代準男爵オズワルド・モズレーとその2番目の妻でミットフォード姉妹の一人ダイアナ・ミットフォードの息子として生まれる。
しかし出生前の1939年9月に第二次世界大戦が勃発し、その結果モズレーの出生直後に父親がアドルフ・ヒトラーとの親しい関係から逮捕される。

### 弁護士
大戦終結後に父親は釈放される。オックスフォード大学で物理学士を修めた後、ロンドン法学院で弁護士資格を取得。辣腕弁護士として知られ、「ぶった斬りマックス」 (Max the Ax) とあだ名される。

### モータースポーツ
弁護士活動の傍ら趣味のモータースポーツに熱中し、フランク・ウィリアムズのチームでF2にも参戦する。1968年に競技活動を終え、翌1969年にアラン・リース、グラハム・コーカー、ロビン・ハードと共同でフォーミュラカーコンストラクター・マーチを設立しF1へ参戦する。

### FOCA
その後ブラバムのオーナー、バーニー・エクレストンと共にFOCA（F1コンストラクター協会）の運営に携わり、エクレストンの法律アドバイザーとして活動する。
1977年にマーチを辞めた後はF1を巡るFISAとFOCAの政治的対立（いわゆるFISA-FOCA戦争）において調停役を務め、1981年のコンコルド協定締結に貢献した。
その後もチーム運営に携わり、1989年には、マーチで関係のあったニック・ワースのシムテック設立に協力。同チームは1994年から1995年にかけて、井上隆智穂やローランド・ラッツェンバーガーをドライバーにF1選手権に参戦することとなる。

### FISA会長
FIAの世界モータースポーツ評議会役員を経て、1991年のFISA会長選でジャン=マリー・バレストル前会長を破り新会長に就任した。

### FIA会長
1993年にはFISAの吸収に伴い、FIA会長に就任する。FIA会長になる前の実績としては、グループCを滅ぼした人間と言われ、今後のF1の将来を心配されるなか、就任した。以後1997年、2001年、2005年と4年ごとに改選され、4期16年に渡りFIAの会長職を務めた。
FIA会長就任当初から「安全性の改善」と「コスト削減」を謳い、モータースポーツ界の制度改革を推進していった。メーカーとチーム間の技術開発競争を問題視し、マシンの性能向上や開発費用の高騰に歯止めをかけるためレギュレーション変更を重ねてタイヤ、エンジン、電子制御装置などの性能を規制を実施している。

#### 改革路線
改革路線をコスト削減と安全性向上と言う方向性で行ったことは評価されているが、行き過ぎたコスト削減の発想とメーカーなどを無視した自己流規格（2レース・エンジン規定、エンジン開発のホモロゲーション化、エンジン規格の統一など）を押し付ける場面が頻発し、エンジンメーカーにとって魅力的とは言えない規定を導入したことが反感を買う部分もあった。
F1において彼に関する象徴的な出来事は、1993年シーズン中にアクティブサスペンションなどのマシン設計に影響を与える分野のレギュレーション変更を決定し、1994年シーズンからその導入を行うと決定したことである。これについて、懸念があったにもかかわらず導入を断行。その結果、1994年シーズン序盤の負傷者の多発、並びにアイルトン・セナとローランド・ラッツェンバーガーの事故死を招いた遠因となってしまった。
彼らの事故死の後、準備期間の確保が難しいにもかかわらず、安全性向上のための追加のレギュレーションの導入を強行したが、導入後に事故が発生したこともあり、競技者側と衝突し一時的な緊張関係を生むなど、そのリーダーシップや規制の効果は一定の評価を得ているものの、競技者側の意向を汲まない強硬姿勢が幾度となく反発を招き、現在においてもこの時のFIAは失敗であったと批判されることも少なくない。また、現在のF1もその路線を継承しているため、ファンからは以前よりレースの魅力がなくなったなどの批判をされることもある。そのため、自動車メーカー系チームへの厳しい姿勢からメルセデス・ベンツ、ルノー、BMW、ホンダ、トヨタらがGPMAを結成して新シリーズ発足を図ったこともあった。
2005年アメリカGPでは、タイヤの安全性に問題を抱えたミシュラン側の「シケイン設置案」要請を受けたが、FIA側は「速度を監視する事と速度過剰で処罰を科す案」を提示。双方の話し合いがつかず、その結果ミシュラン系チームの撤退（自主リタイア）という異常な事態が起きてしまった。

#### セックススキャンダル
2008年には、後述するセックススキャンダルが明るみに出たこと、特にイギリスのタブロイド紙で公表されたドイツのナチス党風コスチュームプレイが周囲の反発を受けることになる。

#### 辞任
2009年にはコスト削減案（バジェットキャップ）の導入を巡ってF1チーム協会（FOTA）と対立。以上のことから、2009年のFIA会長選挙ではアメリカ自動車協会（AAA）・日本自動車連盟（JAF）・ドイツ自動車連盟（ADAC）などがアリ・バタネンを推し、モズレーらが推すジャン・トッドと激しい選挙戦を繰り広げたことから、少なくとも競技者側は不満を抱えていることが浮き彫りとなった。同年の会長選挙に再出馬しないと表明し、任期切れをもってトップの座から退いた。

### 退任後
次期会長には後継者として自らが推していたジャン・トッドが選ばれたため、会長退任後も陰の実力者として影響力を発揮する可能性を多くのメディアが指摘したが、実際にはセックススキャンダルを蒸し返されることを嫌い、目立つような行いはせずほとんどメディアにも姿を見せていない。
その後はトッドとの関係も微妙なものとなっており、2013年には久々にメディアの前に姿を表しトッドの方針を批判。2013年のFIA会長選挙では、トッドではなくFIAファウンデーション代表だったデビッド・ウォードを支持する可能性を報じられたが、結局ウォードは選挙へのノミネートすらできず、モズレーの影響力低下が顕著となった。
2009年には、モズレーの息子であるアレクサンダーがヘロインの過剰摂取で死亡している。アレクサンダーは元学友とレストランを共同経営しており、数年間に渡り薬物中毒だった。

### 死去
2021年5月23日死去。81歳没。当初死因は「末期がんによるもの」とされたが、翌2022年3月29日に行われた検死法廷において、がんとの診断を受けたのは事実であるものの、直接の死因はそれを苦にした拳銃自殺であったことが、明らかになった。

## セックス・ビデオ流出事件
2008年3月30日、イギリスのタブロイド紙「ニュース・オブ・ザ・ワールド」がモズレーのセックス・スキャンダルを報じた。同紙は、モズレーが売春婦に鞭打たれるなど、ナチス風の服を着た5人の売春婦とのSM乱交プレイを行っているビデオを入手したことを伝え、続いて、同ビデオをインターネット上に公開したため、一大セックス・スキャンダルに発展した。
モズレーの父親はイギリス・ファシスト連合の創始者であり、母親のダイアナ・ミットフォードとその妹ユニティ・ミットフォードもナチス信奉者であったことから、同紙は、「モズレーが売春婦にナチスを思わせる格好させたうえ、自らドイツ語を使ってSM行為に及んでいた」ことを強調したが、モズレーは裁判で乱交パーティを行なったこととドイツ語を使ったことは認めたものの、「これらは『刑務所プレー』であって、ナチスをテーマにしたわけではない」と否定した。
モズレーの主張に対して新聞社側は反駁したが、2008年7月24日に高等法院判事は、「緊縛、調教、服従などは典型的なSMプレイであり、ナチス的な要素はなかった」とし、モズレーが勝訴した。しかし、SM乱交プレイを行ったことは認めざるを得なかったことから、その後モズレーは会長再選に立候補せず、表舞台から姿を消すこととなった。
またこうした一連の騒ぎから、タブロイド紙の行き過ぎた取材方法が問題視されるようになり、同社がモズレーなどの公人や有名人だけでなく、一般人へも盗聴を行なっていたことがのちに発覚し、2011年に廃刊に追い込まれた（ニュース・オブ・ザ・ワールドの項参照）。
ネルソン・ピケには「俺はモズレーに対して怒りを感じている。本当に怒っているんだ。なぜそんな楽しそうな事に、俺を誘わないんだ!」と批判されている。